# باري وين
باري وين (بالإنجليزية: Barry S. Wynn)‏ هو شخصية أعمال أمريكي، ولد في 1 يونيو 1945 في سبارتانبرغ في الولايات المتحدة.